# 재니스 레이먼드
재니스 G. 레이먼드(Janice G. Raymond, 1943년 1월 24일 ~ )는 미국의 전투적 여성주의 레즈비언 운동가이다. 여성의 성적 착취에 대한 반대 및 트랜스젠더 공동체에 대한 공격으로 유명하다. 다섯 권의 단행본과 다양한 논문을 썼다. 트랜스젠더에 관한 레이먼드의 견해는 극도로 트랜스포비아적이며 증오언설에 해당한다는 비판을 받고 있다.